# منبر النبي محمد

المنبر الموجود حاليًا في المسجد النبوي والذي بناه السلطان مراد الثالث

منبر النبي محمد صلي الله عليه وسلم، وهو المنبر الذي كان يخطب عليه النبي محمد   صلي  الله عليه وسلم في المسجد النبوي في المدينة المنورة.

## منبر النبي محمد في الأحاديث
- قال النبي: «ما بين بيتي ومنبري روضة من رياض الجنة ومنبري على حوضي».[1]
- قال النبي: «من حلف على يمين آثمة عند منبري هذا فليتبوأ مقعده من النار ولو على سواك أخضر».[2]

## بداية صنع المنبر
أورد الدارمي في سننه عن بريدة عن أبيه: «كان النبي ﷺ إذا خطب قام فأطال القيام، فكان يشقّ عليه قيامه فأتي بجذع نخلة فحفر له وأقيم إلى جنبه قائمًا للنبي ﷺ، فكان النبي ﷺ إذا خطب فطال القيام عليه استند إليه فاتكأ عليه. فبصر به رجل كان ورد المدينة فرآه قائمًا إلى جنب ذلك الجذع فقال لمن يليه من الناس: "لو أعلم أن محمدًا يحمدني في شيء يرفق به لصنعت له مجلسًا يقوم عليه فإن شاء جلس ما شاء وإن شاء قام". فبلغ ذلك النبي ﷺ فقال: "ايئتوني به" فأتوه به، فأمر أن يصنع له هذه المراقي الثلاث أو الأربع هي الآن في منبر المدينة فوجد النبي ﷺ في ذلك راحة. فلما فارق النبي ﷺ الجذع وعمد إلى هذه التي صنعت له، جَزَع الجذع فحنّ كما تحنّ الناقة حين فارقه النبي ﷺ، فلما سمع النبي حنين الجذع رجع إليه فوضع يده عليه وقال: : اختر أن أغرسك في المكان الذي كنت فيه فتكون كما كنت وإن شئت أن أغرسك في الجنة فتشرب من أنهارها وعيونها فيحسن نبتك وتثمر فيأكل أولياء الله من ثمرتك ونخلك فعلت" فقال النبي ﷺ للجذع "نعم قد فعلت" مرتين فسأل النبي ﷺ فقال: "اختار ان أغرسه في الجنة"».
ذكر السمهودي فقال: «وأشهر الأقوال أن الذي صنع المنبر «باقوم الرومي» الذي بنى الكعبة لقريش، وقيل غيره». وقال ابن النجار في وصف المنبر: «طول منبر النبي -أي ارتفاعه- ذراعان وشبر وثلاثة أصابع، وعرضه ذراع راجح، وطول صدره -أي ارتفاع مسنده- وهو مستند النبي ذراع، وطول رمانتيه اللتين كان يمسكهما بيديه الكريمتين إذا جلس، شبر وإصبعان». وروى يحيى عن ابن أبي الزناد: أن النبي كان يجلس على المجلس، ويضع رجليه على الدرجة الثانية، فلما ولي أبو بكر قام على الدرجة الثانية، ووضع رجليه على الدرجة السفلى، فلما ولي عمر، قام على الدرجة السفلى ووضع رجليه على الأرض إذا قعد، فلما ولي عثمان، فعل ذلك ست سنين من خلافته، ثم علا إلى موضع النبي. وكان عثمان أول من كسا المنبر قُبْطية (الثوب الرقيق الأبيض من ثياب مصر).

## تطور المنبر في المسجد النبوي
1. كان المنبر على عهد النبي محمد وخلفائه الراشدين يتكون من درجتين ومقعد، كما سبق ذلك.
2. في زمن الدولة الأموية: زاد معاوية بن أبي سفيان في المنبر فجعله ست درجات.
3. في زمن الدولة العباسية: قام بعض الخلفاء بتجديد المنبر نظرًا لتقادم صناعته.
4. في عام 654 هـ: احترق المسجد النبوي واحترق المنبر أيضًا، فأرسل الملك المظفر منبرًا جديدًا له رمَّانتان فنصب في موضع المنبر النبوي، وبقي عشر سنوات يُخطب عليه.
5. في عام 664 هـ: أرسل الظاهر بيبرس منبرًا جديدًا، وخُطب عليه حتى سنة 797 هـ.
6. في عام 797 هـ: أرسل الظاهر برقوق منبرًا جديدًا.
7. في عام 820 هـ: أرسل المؤيد شيخ منبرًا جديدًا.
8. في عام 886 هـ: احترق المسجد النبوي مرة أخرى، فاحترق منبر المؤيد شيخ معه، فبنى أهل المدينة منبرًا بالآجر طلي بالنوره، ووضع في محله.
9. في عام 888 هـ: أرسل الأشرف قايتباي منبرًا من الرخام، فأزيل المنبر الذي بناه أهل المدينة، ووضع مكانه.
10. في عام 998 هـ: أرسل السلطان مراد العثماني منبرًا مصنوعًا من الرخام جاء في غاية الإبداع، ودقة صناعته، وروعة زخرفته ونقوشه، وطلي بماء الذهب، فنقل منبر قايتباي إلى مسجد قباء[5]، ووضع منبر السلطان مراد مكانه. وهو الموجود في المسجد النبوي الآن.